# 피커링역
피커링역(Pickering Station)은 캐나다 온타리오주 피커링에 위치해있는 GO 트랜싯의 통근열차 노선인 레이크쇼어 이스트선의 정차역이다. 이 역은 1967년부터 1990년까지 레이크쇼어 이스트선의 종착역을 맡았으며, 이후 종점은 휘트비와 오샤와로 연장되었다.

## 위치
피커링역은 피커링 중심을 따라 달리는 401번 고속도로를 끼고 있는 베일리 스트리트와 리버풀 로드의 북동쪽에 위치해있다. 피커링역은 세 개의 철도 노선이 분기하는 분기역으로, 북쪽 선로에는 메트로링스가 소유하는 GO선이 복선으로 놓여있으며, 역 바로 서쪽에 있는 피커링 분기점에서 토론토와 몬트리올을 잇는 킹스턴선으로부터 분기하며, 피커링 분기점으로부터 1.0 마일 (1.6 km) 지점에 위치해있다. 남쪽 선로에는 킹스턴선으로, 몬트리올을 기점으로 312.9 마일 (503.6 km) 지점에 위치해있다. 역 바로 서쪽에는 캐나다 내셔널 철도의 화물노선인 요크선이 킹스턴선으로부터 분기한다.
피커링역에 정차하는 레이크쇼어 이스트선 열차는 전역인 루지힐역에서부터 온타리오호를 따라 토론토와 피커링의 경계가 되는 루지강을 건너 역에 진입하기 직전에 GO 트랜싯이 레이크쇼어 이스트선을 개통할 당시 지은 GO선을 따라 북쪽 선로로 분기하며, 이 전용 선로는 오샤와까지 CN 킹스턴선과 나란히 달린다. 그외 토론토와 오타와, 몬트리올 등지를 오가는 VIA 철도의 열차는 남쪽 선로인 킹스턴선을 통해 통과하며, CN 화물열차는 킹스턴선에서 요크선을 따라 요크 지방자치구를 따라 서쪽으로 향하며, 이에 따라 토론토 시내를 우회한다.

## 역사
피커링 타운십은 18세기 말과 19세기 킹스턴 로드와 밀 스트리트 교차로를 중심으로 정착하여 1845년까지 인구 3,450명의 마을로 성장하였다. 1856년 그랜드 트렁크 철도가 몬트리올에서 토론토를 향해 서쪽으로 철도를 놓을 때, 당시 역이 지금의 스콰이어스비치 로드 옆에 지어졌고 시간표에는 "더핀스크리크" (Duffin's Creek)로 나타났다. 이 역의 사진은 존재하지 않지만, 노선이 건설되는 동안 몬트리올과 토론토 사이에 건설된 다른 역들과 동일한 설계를 따랐을 것으로 추정된다. 이 역은 회색 석회암 외벽과 4개의 굴뚝이 지붕이 있는 직사각형 구조로, 포트호프, 내패니와 언스타운역에 현존하는 역 구조와 비슷하다.
피커링을 통과하는 그랜드 트렁크 철도는 1901년과 1903년 사이에 복선화되었으며, 이 사이에 역 건물이 교체되었을 것으로 추정된다. 새로운 역은 시간표에 "피커링"으로 나타났으며, 이전에 지어진 역보다 조금 더 큰 편이였다. 이번에는 주로 목조 건물이었지만, 역무원이 역 밖에 있는 선로를 쉽게 바라보기 위해 내닫이창이 설치되었고 지붕에는 더 큰 건축 장식이 세워졌다. 이 역은 동쪽의 휘트비역과 서쪽의 포트유니언역과 더불어 세기가 바뀔 무렵에 역 건물이 교체된 역 중 하나였다. 역 건너편에는 역무원과 가족들이 거주하는 관사로 추정되는 집이 있었는데, 이 관사가 역과 같은 시기에 지어졌는지 이전 역과 함께 존재했는지는 알 수 없다. 피커링역은 재정난을 겪던 그랜드 트렁크 철도가 1923년에 캐나다 내셔널 철도 (CN)로 인수되면서 이 역도 CN으로 이관되었다. 1940년에 들어서서 피커링역에는 하루 11대의 열차가 정차하였다.
2차 세계대전 이후 자동차가 대중화되었고 피커링을 따라 1947년에 401번 고속도로가 개통하면서 피커링역의 승객 수는 상당수 감소하였다. 이에 따라 캐나다 내셔널 철도가 향후 수십 년 동안 여객철도 규모를 줄여나갔고, 1965년에는 CN 철도가 본에 새로운 차량기지인 맥밀런 차량기지를 개통하면서 화물열차의 토론토 시내 구간을 우회하기 위해 토론토 북단을 통과하는 우회 선로를 건설하였다. 이 우회 선로의 동쪽 끝은 기존 그랜드트렁크 철도 노선과 연결되었으며, 리버풀 로드에서 역 서쪽까지 약 2.4km에 걸쳐 북쪽을 따라 세 번째 본선도 신설되었다. 1967년, 역무원 관사는 이 선로를 350m가량 더 연장하기 위해 철거되었고, 한때 역이 위치했던 곳은 오늘날의 피커링 분기점으로 알려져있다.
1990년, GO 트랜싯이 레이크쇼어 이스트선을 에이잭스와 휘트비로 연장하기 위해 CN 선로 북쪽에 전용 선로를 건설하여 두 개의 승강장과 선로를 추가하였고, 1995년에는 오샤와역까지 종점이 연장되었다.
역과 버스 터미널에서 401번 고속도로를 건너 피커링 시내를 잇는 길이 250m의 육교가 2010년 12월 1일에 착공해 2012년 2월 27일에 완공하였다. 2016년 5월 20일에는 육교에 엘리베이터도 설치되었다.

## 역 구조
피커링역은 GO 트랜싯 직원이 상주하는 유인역으로, GO 트랜싯 매표소는 평일 오전 6시부터 오후 8시 45분까지, 주말과 공휴일에는 오전 6시 30분부터 오후 8시 45분까지 개장하며, 나머지 시간대에는 무인으로 운영한다. 매표소에서는 프레스토 카드를 연령층에 맞춰서 설정하거나 기본 출발 및 도착역을 설정하여 하차태그를 하지 않아도 자동으로 정산할 수 있도록 할 수 있다. 이 외에도 통근열차 티켓 구매나 카드 충전은 역에 있는 자동판매기에서 할 수 있다. 프레스토 카드가 없는 경우에는 신용카드나 체크카드를 단말기에 태그해 요금을 정산할 수도 있고, 스마트폰에서 GO 트랜싯 홈페이지에 들어가 이티켓 (e-ticket)을 구매할 수도 있다.
피커링역에는 대합실, 화장실, 와이파이, 공중전화, ATM기가 있으며, 승강장에는 눈과 비를 피할 수 있는 쉼터가 있다. 역 건물과 승강장, 열차 내부는 휠체어 승객도 이용할 수 있으며, 역 건물과 지하도, 승강장을 잇는 엘리베이터와 승강장 중앙에 있는 휠체어 경사로를 통해 휠체어 승객도 열차를 이용할 수 있다. 환승 주차장은 총 네 곳으로, 중앙 주차장에는 585대, 동부 주차장에는 780대, 주차타워에는 1,673대, 북부 주차장에는 500대의 주차 공간이 있으며, 최대 48시간까지 무료 주차가 가능하다. 이 역을 자주 이용하는 승객은 전용 주차 공간을 사전에 예약할 수 있으며, 이 역으로 카풀해서 오는 승객들은 카풀 전용 주차 공간에 주차할 수 있다. 이 역으로 마중 나오는 차량 또한 역 앞에 있는 정차 공간에서 대기할 수 있다. 이 역에서는 자전거 이용 승객을 위한 자전거 거치대가 있다.
버스 승강장은 두 곳으로 나뉘는데, GO 트랜싯 버스와 일부 더럼 지역 교통 버스는 역 남쪽에 있는 GO 트랜싯 버스 승강장에 정차하며, 나머지 더럼 지역 교통 버스 노선은 역 북쪽에 있는 피커링 파크웨이 터미널에 정차하며, 역 북쪽과 남쪽은 긴 선상 통로로 연결되어있다.

## 운행 계통
피커링역은 매일 상시 30분 간격으로 유니언역과 오샤와역을 오가는 레이크쇼어 이스트선 열차가 정차하며, 유니언역에서는 레이크쇼어 웨스트선 올더숏역이나 웨스트하버역 방면 열차로 행선지를 바꾸어 계속 운행한다. 이 외에도 레이크쇼어 이스트선 열차가 정차하지 않는 이른 아침이나 심야 시간대 또는 선로 보수로 열차가 운행하지 않을 경우 피커링역에 90번 버스가 정차한다.

## 버스 연결편
피커링역은 역 남쪽의 버스 터미널 루프와 육교 건너편 북쪽의 피커링 파크웨이 터미널에서 버스로 갈아탈 수 있다. 역 남쪽에는 GO 트랜싯과 더럼 지역 교통 (DRT)의 버스가 정차하고 북쪽에는 DRT 버스만 정차한다. GO 트랜싯과 DRT 시내버스 사이에는 무료 환승이 가능하다.

### GO 트랜싯
| 노선 | 노선              | 노선                    | 종점                 | 종점 | 종점     | 경유지 | 기준일          | 비고 |
| ---- | ----------------- | ----------------------- | -------------------- | ---- | -------- | --- | --------------- | ---- |
| 41   | 해밀턴 / 피커링   | Hamilton / Pickering    | 해밀턴 GO 센터       | ↔    | 피커링역 | 킹스턴 / 페어포트 · 토론토 대학교 스카버러 캠퍼스 · 센테니얼 대학 · 스카버러센터 버스 터미널 · 컨슈머스 로드 공업단지 · 리치먼드힐 센터 터미널 · 407번 고속도로 버스 터미널 · 브래멀리역 · 스퀘어원 쇼핑센터 · 에린밀스역 · 트라팔가 / 407번 · 브론티 / 407번 · 던다스 / 407번 · 맥마스터 대학교 · 해밀턴 GO 센터 | 2023년 6월 24일 |      |
| 41A  | 해밀턴 / 피커링   | Hamilton / Pickering    | 스퀘어원 쇼핑센터    | ↔    | 피커링역 | 킹스턴 / 페어포트 · 토론토 대학교 스카버러 캠퍼스 · 센테니얼 대학 · 스카버러센터 버스 터미널 · 컨슈머스 로드 공업단지 · 리치먼드힐 센터 터미널 · 407번 고속도로 버스 터미널 · 브래멀리역 · 스퀘어원 쇼핑센터 | 2023년 6월 24일 |      |
| 90B  | 레이크쇼어 이스트 | Lakeshore East          | 유니언역 버스 터미널 | ↔    | 오샤와역 | - 오샤와 방면: 에이잭스역 · 휘트비역 · 오샤와역 - 토론토 방면: 유니언역 버스 터미널 | 2023년 6월 24일 |      |
| 94   | 피커링 / 미시소가 | Pickering / Mississauga | 스퀘어원 쇼핑센터    | ↔    | 피커링역 | 스카버러센터 버스 터미널 · 영 / 포인츠 (셰퍼드-영역) · 요크데일 버스 터미널 · 킬 / 401번 · 토론토 피어슨 국제공항 제1터미널 · 렌포스역 · 딕시역 · 스퀘어원 쇼핑센터 | 2023년 6월 24일 |      |

### 더럼 지역 교통
- 101번 (반시계방향), 101A번 (시계방향): 평일 출퇴근 시간대에 피커링 방면으로 30분 간격으로 운행. 남쪽 승강장에서 승차.
- 103A, C, D번: 평일 아침부터 저녁 7시까지 피커링 방면으로 30분 간격으로 운행. 파크웨이 터미널에서 승차.
- 110번: 매일 상시 피커링 방면으로 30분 간격으로 운행. 파크웨이 터미널에서 승차.
- 112번: 평일 아침부터 저녁 7시까지 피커링 방면으로 30분 간격으로 운행. 파크웨이 터미널에서 승차.
- 120번: 매일 상시 피커링 방면으로 30분 간격으로 운행. 남쪽 승강장에서 승차.
- 211번: 평일 출퇴근 시간대에 에이잭스역 방면으로 30분 간격으로 운행. 파크웨이 터미널에서 승차.
- 291번: 평일 오전 9시부터 오후 4시까지, 주말 아침부터 저녁 7시까지 에이잭스 방면으로 2시간 간격으로 운행. 남쪽 승강장에서 승차.
- 900번: 매일 상시 토론토 센테니얼 대학 프로그레스 캠퍼스, 피커링 파크웨이 터미널, 오샤와 시내 사이를 운행. 평일 아침부터 오후 7시까지 10분 간격으로, 오후 7시 이후에는 15-30분 간격으로 운행. 주말에는 저녁 7시까지 15분 간격으로, 이후에는 15-30분 간격으로 운행. 파크웨이 터미널에서 승차.
- 916번: 매일 상시 오샤와 하모니 터미널 방면으로 운행. 평일 출퇴근 시간대에는 15분, 오전 9시부터 4시까지는 20분, 오후 7시 이후에는 30분 간격으로 운행하고, 주말에는 30분 간격으로 운행. 파크웨이 터미널에서 승차.
- 917번: 매일 상시 에이잭스역, 휘트비역, 더럼 대학 및 오샤와 센터 터미널 방면으로 30분 간격으로 운행. 주말에는 917Z번 버스가 토론토 동물원까지도 30분 간격으로 운행. 남쪽 승강장에서 승차.
- 920번: 매일 상시 매코원역 방면으로 운행. 평일 아침부터 오후 7시까지 20분 간격으로, 오후 7시 이후에는 30분 간격으로 운행. 파크웨이 터미널에서 승차.[13]

## 인접한 역
| 메트로링스 킹스턴선 · GO선 | 메트로링스 킹스턴선 · GO선    | 메트로링스 킹스턴선 · GO선 |
| -------------------------- | ----------------------------- | -------------------------- |
| 루지힐 유니언 방면         | GO 트랜싯 레이크쇼어 이스트선 | 에이잭스 오샤와 방면       |